# Londonbeat
Londonbeat est un groupe anglo-américain de synthpop/electropop et de R'n'B, formé à Londres en 1988 par quatre musiciens issus de différents projets musicaux : Jimmy Helms, chanteur américain de musique soul, George Chandler et Jimmy Chambers, anciens choristes de Paul Young, et William Henshall (alias Willy M), guitariste ayant joué dans plusieurs groupes de rock.
C'est aux Pays-Bas que le quatuor connaît ses premiers succès, dès 1988, avec There's a Beat Going On, 9 A.M. (The Comfort Zone) et Failing in Love Again.
Mais c'est en 1990 que le groupe se fait connaître mondialement avec le tube I've Been Thinking About You, extrait du second album In The Blood. Le single atteint la première place aux États-Unis, en Australie et dans plusieurs pays d'Europe (Suisse, Allemagne, Autriche, Pays-Bas, Belgique, Suède), il se classe aussi 2e au Royaume-Uni et en Norvège, 5e en Nouvelle-Zélande, 11e en France,,.
Dans la foulée, le titre A Better Love et la reprise de Bob Marley, No Woman, No Cry, obtiennent un bon succès, ainsi que You Bring On The Sun en 1992.
Après quelques changements au début des années 2000 (départs de George Chandler et William Henshall, passage de Marc Goldschmitz), le groupe est aujourd'hui un trio formé par Jimmy Helms, Jimmy Chambers et Charles Pierre.

## Discographie

### Albums
- 1988 - Speak
- 1990 - In the Blood
- 1992 - Harmony
- 1994 - Londonbeat
- 2003 - Back in the Hi-Life
- 2004 - Gravity

### Singles
- 1988 - Killer Drop / One Blink / Beat Patrol
- 1988 - There's a Beat Going On
- 1988 - 9 A.M. (The Comfort Zone)
- 1989 - Failing in Love Again
- 1989 - It Takes Two Baby
- 1990 - I've Been Thinking About You
- 1990 - A Better Love
- 1990 - It's in the Blood
- 1991 - No Woman, No Cry
- 1991 - This Is Your Life
- 1992 - You Bring on the Sun
- 1992 - That's How I Feel About You
- 1992 - Lover You Send Me Colours
- 1994 - Come Back
- 1995 - I'm Just Your Puppet on a...(String!)
- 1995 - Build it with Love
- 1999 - Read Between Your Eyes
- 2003 - Where Are U
- 2004 - The Air
- 2004 - Heaven